# ICRAL

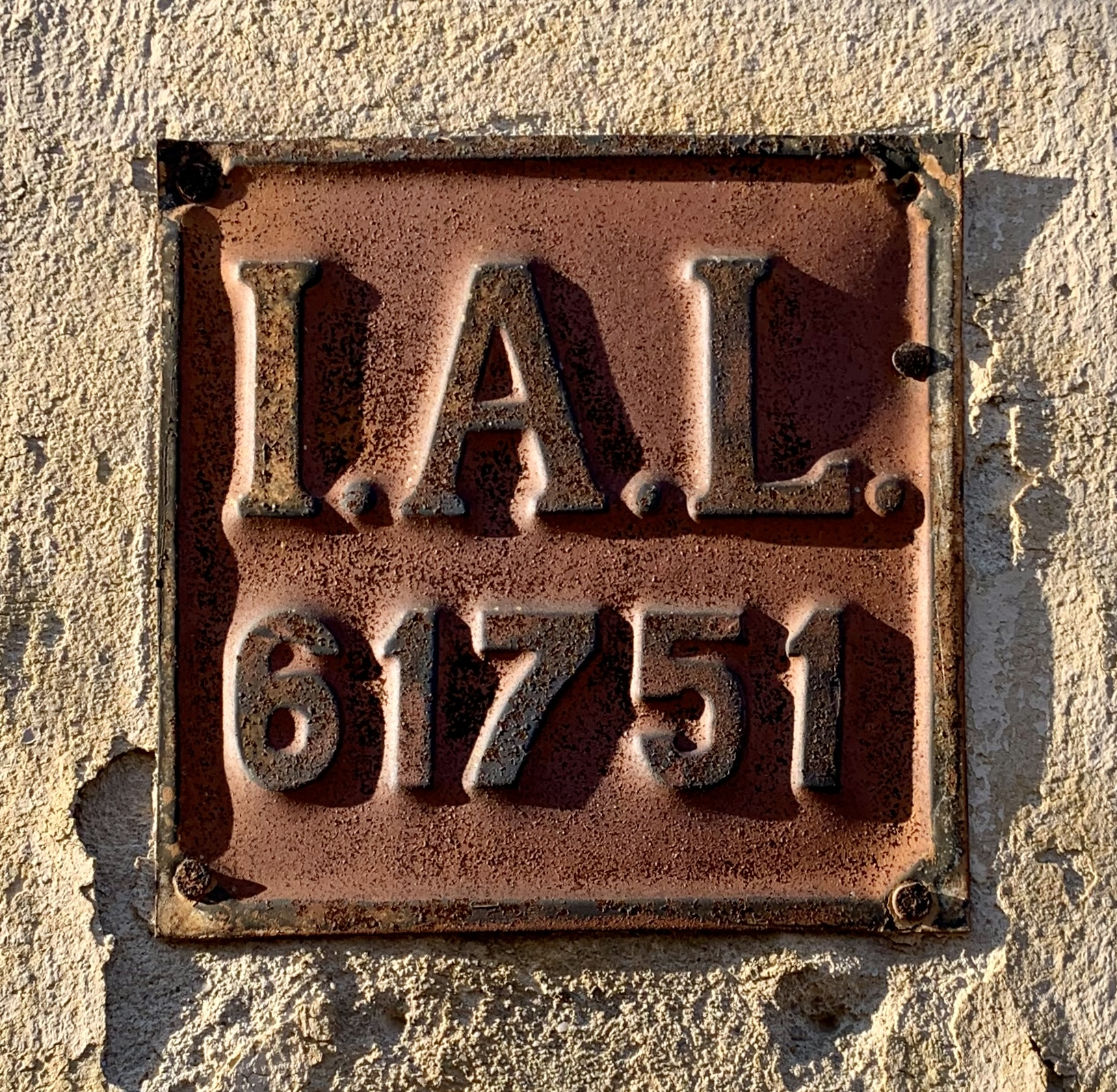
Plăcuță cu IAL (ulterior redenumit ICRAL) din anii' 40 sau 50, pe o casă de secol 19 de pe Strada Apolodor din București

ICRAL (Întreprinderea de Construcții, Reparații și Administrare Locativă) este denumirea generică dată înainte de Revoluția din decembrie 1989 unor companii de stat din România, care aveau ca obiect de activitate administrarea și întreținerea fondului locativ al statului, inclusiv imobilele naționalizate. Denumirea inițală era IAL (Întreprinderea de Administrare Locativă).
După cum sugerează și numele, ICRALul se ocupa cu administrarea imobilelor naționalizate, făcând printre altele și renovări, având grijă de ele. De aceea, pe toate casele și blocuri naționalizate au fost puse mici tăblițe metalice pătrate, cu I.A.L. și un cod format din cifre, fiecare imobil naționalizat având un cod unic. Plăcuțele se găsesc de obicei lângă ușa intrării atunci când e la stradă, sau lângă poartă la casele cu grădină și ferestre la stradă.